# 洪邁
洪 邁（こう まい、1123年 - 1202年）は、南宋の政治家・儒学者。字は景盧、号は容斎。諡は文敏。饒州鄱陽県の出身。父は洪皓。兄の洪适・洪遵も文名が高い。

## 生涯
幼少のころから群書を読破し、二人の兄に先んじて紹興15年（1145年）に博学宏詞科に及第。紹興32年（1162年）に金の使者が来たときに接伴使となり、従来の接待の礼が卑屈に過ぎたのを改め、さらに賀登位使として金に赴いたときには携えた国書の中で金を「兄弟敵国」と称し改めず、金の人々を困惑させた。これらの振る舞いは秦檜の外交政策を批判するものであり、孝宗が即位した隆興元年（1163年）に泉州知州に左遷される原因となる。吉州・贛州・婺州などの知州を歴任し、大いに治績を挙げたという。敷文閣侍制から淳熙4年（1177年）には翰林学士に進み、紹熙2年（1191年）に端明殿学士となり直後に引退。80歳で没し、光禄大夫を贈られた。

## 著作
- 『夷堅志』
- 『四朝国史記』
- 『容斎随筆』
- 『史記法語』
- 『南朝史精語』
- 『経子法語』
- 『欽宗紀』